# Henderson, Kentucky
Henderson är en stad i Henderson County i delstaten Kentucky, USA. År 2000 hade orten 27 373 invånare. Den har enligt United States Census Bureau en area på 44,2 km², varav 5,5 km² är vatten. Henderson är administrativ huvudort (county seat) i Henderson County.